# Американская жаба
Американская жаба (лат. Anaxyrus americanus[уточнить]) — земноводное семейства настоящих жаб.
Общая длина достигает 5—11,1 см. Голова умеренного размера. Туловище немного вытянутое. Паротиды вытянутые, отделены от костных гребней позади глаз, или соединены с ними короткой шпорой. Заглазничные гребни высокие, без выраженного вздутия. Кожа спины покрыта большим количеством мелких и средних бородавок. Бородавки развиты также на спинной стороне голени. Характерной особенностью являются небольшие тёмные пятна на спине с сильно увеличенными бородавками.
Окраска варьирует от желтовато-коричневого до бурого цвета. По бокам имеется зелёный рисунок. Бородавки обычно красноватые или коричневые.
Населяет различные биотопы от пригородных ландшафтов до горных пустынь. Держится вблизи водоёмов, предпочитая влажные укрытия и убежища. Питается насекомыми и другими беспозвоночными.
Самка откладывает до 2000 икринок. Личинки появляются через 2—14 дней. Головастики довольно быстро растут. Метаморфоз длится 50—65 дней.
Вид распространён от провинции Манитобы (Канада) до северного Техаса вдоль всего восточного побережья США, изолированная популяция живёт на острове Ньюфаундленд.